# 改正歸邪
《改正歸邪》（英語：Return to Dark）是2000年上映的一部香港動作電影，由梁鴻華執導、監製及編劇，黃秋生、謝天華、王合喜、巫啟賢等主演。

## 劇情
一間酒吧聚集了幾個素不相識的人，一個是欠下鉅額高利貸的大樓護衞員街磚，失業人士經紀佬、外賣員金毛及被冤枉的高警官。
街磚在一次居然提出了一個瘋狂的計划，就是打算打劫一個金店，四人開始改正歸邪，並找來其他人含作，亦開始找方法打劫。打劫完畢後，四人竟因貪錢而私吞了大量金錢，合作那邊派出殺手兩人組OK 姐及Mucho殺掉四人...

## 演員
| 演員   | 角色   | 粵語配音 | 身份 / 關係 |
| 黃秋生 | 經紀佬 | 黃秋生   | 光頭 失業經濟人 街磚、金毛、高警官之好友 OK姐、Mucho、喪狗之天敵 後被OK姐殺害                                                  |
| 王合喜 | 街磚   | 陳欣     | 欠下巨債的保安員 經紀佬、金毛、高警官之好友 OK姐、Mucho、喪狗之天敵 最後在戲院內被Mucho追殺，雖槍殺其但同時亦被其槍殺          |
| 巫啟賢 | 高sir  | 鄧榮銾   | 被冤枉而停職調查的警察 OK姐、Mucho、喪狗之天敵 經紀佬、金毛、街磚之好友 最後被Mucho殺害                                        |
| 謝天華 | 金毛   | 羅偉傑   | 貓仔 外賣員 街磚、經紀佬、高警官之好友 OK姐、Mucho、喪狗之天敵 後被OK姐殺害                                                    |
| 柯受良 | 拍擋   | 柯受良   | Mucho 職業殺手 街磚、經紀佬、高警官、金毛之天敵 OK姐之拍擋 做事心狠手辣，不擇手段 最後在戲院內追殺街磚，被其槍殺但同時亦槍殺其 |
| 萬綺雯 | OK     |          | OK 姐 職業殺手 街磚、經紀佬、高警官、金毛之天敵 Mucho之拍擋 做事心狠手辣，不擇手段 最後被街磚殺害                              |
| 夏占士 | 喪狗   | 鄧榮銾   | 黑幫老大 街磚、經紀佬、高警官、金毛之天敵                                                                                      |

## 外部連結
- 香港影庫上《改正歸邪》的資料（繁體中文）
- 互联网电影数据库（IMDb）上《改正歸邪》的资料（英文）